# Axântis

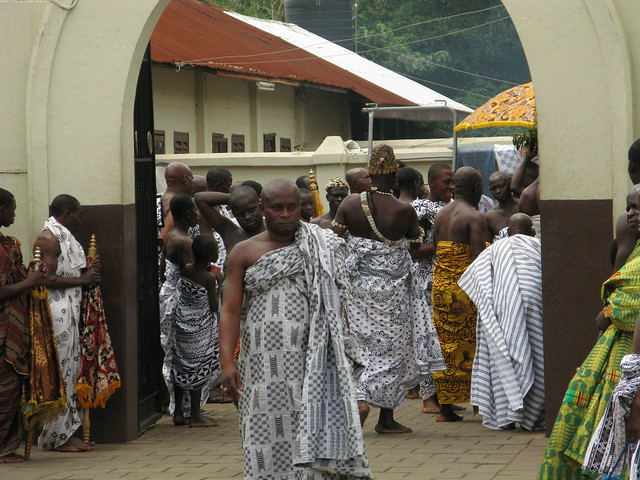
Festival Akwasidae, no Palácio Manhyia, 2009.

Os axântis ou axantes constituem um dos principais grupos étnicos da região de Axânti, em Gana. Falam axânti, uma língua akan  integrante do grupo linguístico nigero-congolês e semelhante ao fânti.
Em meados do século XVIII, antes da colonização britânica, os axântis desenvolveram um grande e afluente império na África Ocidental, o poderoso Império Axânti - estado altamente organizado e dominante na região.

## Geografia
Gana tem topografia e vegetação muito variadas: áreas costeiras e montanhas, florestas e savanas, exuberantes áreas agrícolas e outras quase desérticas. Os axântis se encontram, atualmente, na parte central do país, a cerca de 300 quilômetros da costa. Seu território é densamente arborizado e, em parte, montanhoso. Os solos são geralmente férteis. Há duas estações - o período chuvoso (abril a novembro) e o período de seca (dezembro a março) -,  mas o clima é quente durante todo o ano. Há um grande número de cursos dágua, que entretanto resistem mal à estação seca. 
Hoje os axântis somam perto de 7 milhões de pessoas (cerca de 30% da população do Gana). A maioria deles reside na região administrativa epônima. Atualmente, a região administrativa de Axânti conta com uma população de 3 612 950 habitantes, sendo a mais populosa de Gana. Seu poder político tem variado, desde a independência do país (1957), mas eles continuam a ser influentes. O atual presidente ganense, John Agyekum Kufuor é axânti. 
Kumasi, a capital regional, também foi a capital do histórico Império Axânti. A nordeste de Kumasi, edificações tradicionais feitas de terra, madeira e palha, vulneráveis ao tempo, constituem os únicos vestígios dessa antiga  civilização e, em 1980,  foram inscritos, pela UNESCO, na lista dos sítios considerados Património Mundial.